# Onychosepalum laxiflorum
Onychosepalum laxiflorum är en gräsväxtart som beskrevs av Ernst Gottlieb von Steudel. Onychosepalum laxiflorum ingår i släktet Onychosepalum och familjen Restionaceae. Inga underarter finns listade i Catalogue of Life.